# Steven Mitchell
Steven Lee Mitchell –conocido como Steve Mitchell– (Dorking, 10 de febrero de 1970) es un deportista británico que compitió en vela en la clase Star.
Ganó cuatro medallas en el Campeonato Mundial de Star entre los años 2002 y 2005, y una medalla de oro en el Campeonato Europeo de Star de 2005. Participó en los Juegos Olímpicos de Atenas 2004, ocupando el sexto lugar en la clase Star.

## Palmarés internacional
| \| Campeonato Mundial \| Campeonato Mundial \| Campeonato Mundial \| Campeonato Mundial \| \| Año \| Lugar \| Medalla \| Clase \| \| ------------------ \| ------------------------------- \| ------------------ \| ------------------ \| \| 2002 \| Marina del Rey (Estados Unidos) \| Medalla de oro \| Star \| \| 2003 \| Cádiz (España) \| Medalla de bronce \| Star \| \| 2004 \| Gaeta (Italia) \| Medalla de bronce \| Star \| \| 2005 \| Olivos (Argentina) \| Medalla de bronce \| Star \| \| Campeonato Europeo \| \| \| \| \| Año \| Lugar \| Medalla \| Clase \| \| 2005 \| Varberg (Suecia) \| Medalla de oro \| Star \| |                                 |                   |       |
| Campeonato Mundial |                                 |                   |       |
| Año | Lugar                           | Medalla           | Clase |
| 2002 | Marina del Rey (Estados Unidos) | Medalla de oro    | Star  |
| 2003 | Cádiz (España)                  | Medalla de bronce | Star  |
| 2004 | Gaeta (Italia)                  | Medalla de bronce | Star  |
| 2005 | Olivos (Argentina)              | Medalla de bronce | Star  |
| Campeonato Europeo |                                 |                   |       |
| Año | Lugar                           | Medalla           | Clase |
| 2005 | Varberg (Suecia)                | Medalla de oro    | Star  |